# Tennistavolo ai XVII Giochi paralimpici estivi
Le gare di tennistavolo ai XVII Giochi paralimpici estivi si sono svolte tra il 29 agosto e il 7 settembre 2024 presso il Paris Expo Porte de Versailles.

## Classificazione
Gli atleti sono stati suddivisi nelle seguenti classi, basate sul tipo di disabilità:
- Da 1 a 5 per atleti in carrozzina;
- Da 6 a 10 per atleti che possono stare in piedi;
- 11 per atleti con disabilità intellettive[1].

Ogni classe viene preceduta dal prefisso TT (dall'inglese, Table Tennis).

## Formato
Tutte le competizioni sono state a eliminazione diretta. Come nella precedente edizione non sono state disputate le finali per la medaglia di bronzo; entrambi gli atleti sconfitti alle semifinali sono stati premiati con tale medaglia.

## Calendario
| S | Sedicesimi di finale | O | Ottavi di finale | QF | Quarti di finale | SF | Semifinali | F | Finale medaglia d'oro |

### Uomini
| Individuale | TT1  |    |    |    |    |    |    |   |   |    |    | O  | QF | SF | SF |    |    | F  | F  |    |   |
| Individuale | TT2  |    |    |    |    |    |    | S | S | O  | O  | QF | QF | SF | SF | F  | F  |    |    |    |   |
| Individuale | TT3  |    |    |    |    |    |    | S | S | O  | O  | QF | QF |    |    | SF | F  |    |    |    |   |
| Individuale | TT4  |    |    |    |    |    |    |   |   | O  | O  |    |    | QF | QF |    |    |    |    | SF | F |
| Individuale | TT5  |    |    |    |    |    |    |   |   | O  | QF | SF | F  |    |    |    |    |    |    |    |   |
| Individuale | TT6  |    |    |    |    |    |    |   |   | O  | O  | QF | QF |    |    | SF | SF | F  | F  |    |   |
| Individuale | TT7  |    |    |    |    |    |    |   |   | O  | O  | QF | QF |    |    |    |    | SF | F  |    |   |
| Individuale | TT8  |    |    |    |    |    |    | S | S |    |    | O  | O  | QF | QF |    |    | SF | SF | F  | F |
| Individuale | TT9  |    |    |    |    |    |    |   |   |    |    | O  | O  | QF | QF |    |    |    |    | SF | F |
| Individuale | TT10 |    |    |    |    |    |    | O | O | QF | QF | SF | SF | F  | F  |    |    |    |    |    |   |
| Individuale | TT11 |    |    |    |    |    |    |   |   | O  | O  |    |    | QF | QF | SF | F  |    |    |    |   |
| Doppio      | TT4  | QF | QF | SF | SF | F  | F  |   |   |    |    |    |    |    |    |    |    |    |    |    |   |
| Doppio      | TT8  | O  | QF | SF | SF | F  | F  |   |   |    |    |    |    |    |    |    |    |    |    |    |   |
| Doppio      | TT14 | O  | O  | QF | QF | SF | SF | F | F |    |    |    |    |    |    |    |    |    |    |    |   |
| Doppio      | TT18 | O  | O  | QF | QF | SF | SF | F | F |    |    |    |    |    |    |    |    |    |    |    |   |

### Donne
| Individuale | TT1-2 |    |    |    |    |    |   |   |   | O  | O  | QF | QF |    |    | SF | SF | F  | F  |    |   |
| Individuale | TT3   |    |    |    |    |    |   | O | O |    |    |    |    | QF | QF |    |    | SF | F  |    |   |
| Individuale | TT4   |    |    |    |    |    |   | O | O |    |    |    |    | QF | QF |    |    |    |    | SF | F |
| Individuale | TT5   |    |    |    |    |    |   |   |   |    |    | O  | QF | SF | F  |    |    |    |    |    |   |
| Individuale | TT6   |    |    |    |    |    |   | O | O |    |    |    |    | QF | QF |    |    |    |    | SF | F |
| Individuale | TT7   |    |    |    |    |    |   |   |   |    |    | O  | O  | QF | QF | SF | F  |    |    |    |   |
| Individuale | TT8   |    |    |    |    |    |   | O | O |    |    | QF | QF |    |    |    |    | SF | SF | F  | F |
| Individuale | TT9   |    |    |    |    |    |   |   |   |    |    | O  | O  |    |    |    |    | QF | QF | SF | F |
| Individuale | TT10  |    |    |    |    |    |   | O | O | QF | QF | SF | SF | F  | F  |    |    |    |    |    |   |
| Individuale | TT11  |    |    |    |    |    |   |   |   | O  | O  | QF | QF |    |    | SF | F  |    |    |    |   |
| Doppio      | TT5   | QF | QF | SF | F  |    |   |   |   |    |    |    |    |    |    |    |    |    |    |    |   |
| Doppio      | TT10  | O  | O  | QF | QF | SF | F |   |   |    |    |    |    |    |    |    |    |    |    |    |   |
| Doppio      | TT14  | QF | SF | F  | F  |    |   |   |   |    |    |    |    |    |    |    |    |    |    |    |   |
| Doppio      | TT20  | O  | O  | QF | QF | SF | F |   |   |    |    |    |    |    |    |    |    |    |    |    |   |

### Misti
| Tennistavolo misto ai XVII Giochi paralimpici estivi | Tennistavolo misto ai XVII Giochi paralimpici estivi | Tennistavolo misto ai XVII Giochi paralimpici estivi | Tennistavolo misto ai XVII Giochi paralimpici estivi | Tennistavolo misto ai XVII Giochi paralimpici estivi | Tennistavolo misto ai XVII Giochi paralimpici estivi | Tennistavolo misto ai XVII Giochi paralimpici estivi |
| Evento                                               | Classe                                               | Data                                                 | Data                                                 | Data                                                 | Data                                                 | Data                                                 |
| Evento                                               | Classe                                               | Gio 29                                               | Ven 30                                               | Sab 31                                               | Sab 31                                               | Dom 1                                                |
| ---------------------------------------------------- | ---------------------------------------------------- | ---------------------------------------------------- | ---------------------------------------------------- | ---------------------------------------------------- | ---------------------------------------------------- | ---------------------------------------------------- |
| Doppio                                               | TT7                                                  | O                                                    | QF                                                   | SF                                                   | SF                                                   | F                                                    |
| Doppio                                               | TT17                                                 | O                                                    | QF                                                   | SF                                                   | F                                                    |                                                      |

## Podi

### Uomini
| Evento      | Classe | Oro                                      | Argento                                                  | Bronzo                                                                                |
| ----------- | ------ | ---------------------------------------- | -------------------------------------------------------- | ------------------------------------------------------------------------------------- |
| Individuale | TT1    | Yunier Fernández                         | Rob Davies                                               | Federico Falco Endre Major                                                            |
| Individuale | TT2    | Rafał Czuper                             | Jiři Suchánek                                            | Cha Soo-yong Fabien Lamirault                                                         |
| Individuale | TT3    | Feng Panfeng                             | Thomas Schmidberger                                      | Yuttajak Glinbancheun Jang Yeong-jin                                                  |
| Individuale | TT4    | Kim Young-gun                            | Wanchai Chaiwut                                          | Kim Jung-gil Isau Ogunkunle                                                           |
| Individuale | TT5    | Tommy Urhaug                             | Cheng Ming-chih                                          | Ali Öztürk Mitar Palikuća                                                             |
| Individuale | TT6    | Matteo Parenzan                          | Rungroj Thainiyom                                        | Peter Rosenmeier Ian Seidenfeld                                                       |
| Individuale | TT7    | Yan Shuo                                 | Will Bayley                                              | Jean-Paul Montanus Punpoo Chalermpong                                                 |
| Individuale | TT8    | Viktor Didukh                            | Zhao Shuai                                               | Maksym Nikolenko Phisit Wangphonphathanasiri                                          |
| Individuale | TT9    | Laurens Devos                            | Lucas Didier                                             | Ander Cepas Ma Lin                                                                    |
| Individuale | TT10   | Patryk Chojnowski                        | Lian Hao                                                 | Matéo Bohéas Filip Radović                                                            |
| Individuale | TT11   | Kim Gi-tae                               | Chen Po-yen                                              | Samuel Von Einem Péter Pálos                                                          |
| Doppio      | TT4    | Slovacchia Peter Lovas Ján Riapoš        | Corea del Sud Jang Yeong-jin Park Sung-joo               | Francia Fabien Lamirault Julien Michaud Corea del Sud Cha Soo-yong Park Jin-cheol     |
| Doppio      | TT8    | Cina Cao Ningning Feng Panfeng           | Germania Valentin Baus Thomas Schmidberger               | Thailandia Wanchai Chaiwut Yuttajak Glinbancheun Turchia Abdullah Öztürk Nesim Turan  |
| Doppio      | TT14   | Cina Liao Keli Yan Shuo                  | Thailandia Phisit Wangphonphathanasiri Rungroj Thainiyom | Gran Bretagna Paul Karabardak Billy Shilton Francia Esteban Herrault Clément Berthier |
| Doppio      | TT18   | Polonia Piotr Grudzień Patryk Chojnowski | Cina Zhao Yiqing Liu Chaodong                            | Cina Lian Hao Zhao Shuai Brasile Claudio Massad Luiz Manara                           |

### Donne
| Evento      | Classe  | Oro                            | Argento                                 | Bronzo                                                                                          |
| ----------- | ------- | ------------------------------ | --------------------------------------- | ----------------------------------------------------------------------------------------------- |
| Individuale | TT1-TT2 | Giada Rossi                    | Liu Jing                                | Seo Su Ye-on Dorota Buclaw                                                                      |
| Individuale | TT3     | Anđela Mužinić                 | Yoon Ji-yu                              | Carlotta Ragazzini Xue Juan                                                                     |
| Individuale | TT4     | Sandra Mikolaschek             | Borislava Perić-Ranković                | Gu Xiaodan Zhou Ying                                                                            |
| Individuale | TT5     | Zhang Bian                     | Pan Jiamin                              | Moon Sung-hye Jung Young-a                                                                      |
| Individuale | TT6     | Najlah Al-Dayyeni              | Maryna Lytovchenko                      | Maliak Alieva Camelia Ciripan                                                                   |
| Individuale | TT7     | Kelly van Zon                  | Kübra Öçsoy Korkut                      | Bly Twomey Wang Rui                                                                             |
| Individuale | TT8     | Huang Wenjuan                  | Aida Dahlen                             | Juliane Wolf Florencia Pérez                                                                    |
| Individuale | TT9     | Karolina Pęk                   | Xiong Guiyan                            | Lei Lina Alexa Szvitacs                                                                         |
| Individuale | TT10    | Wang Qian                      | Natalia Partyka                         | Bruna Alexandre Tien Shiau-wen                                                                  |
| Individuale | TT11    | Natsuki Wada                   | Elena Prokofeva                         | Ebru Acer Kanami Furukawa                                                                       |
| Doppio      | TT5     | Cina Liu Jing Xue Juan         | Corea del Sud Seo Su-yeon Yoon Ji-yu    | Brasile Cátia Oliveira Joyce de Oliveira Thailandia Dararat Asayut Chilchitparyak Bootwansirina |
| Doppio      | TT10    | Cina Gu Xiaodan Pan Jiamin     | Serbia Nada Matić Borislava Perić       | Corea del Sud Kang Oe-jeong Lee Mi-gyu Corea del Sud Jung Young-a Moon Sung-hye                 |
| Doppio      | TT14    | Cina Huang Wenjuan Jin Yucheng | Germania Stephanie Grebe Juliane Wolf   | Norvegia Aida Dahlen Merethe Tveiten Gran Bretagna Felicity Pickard Bly Twomey                  |
| Doppio      | TT20    | Australia Lei Lina Yang Qian   | Taipei cinese Lin Tzu-yu Tien Shiau-wen | Polonia Natalia Partyka Karolina Pęk Brasile Bruna Alexandre Danielle Rauen                     |

### Misti
| Evento | Classe | Oro                          | Argento                                         | Bronzo                                                                     |
| ------ | ------ | ---------------------------- | ----------------------------------------------- | -------------------------------------------------------------------------- |
| Doppio | TT7    | Cina Zhou Ying Feng Panfeng  | Thailandia Yuttajak Glinbancheun Wijittra Jaion | Cina Zhai Xiang Gu Xiaodan Francia Flora Vautier Florian Merrien           |
| Doppio | TT17   | Cina Mao Jingdian Zhao Shuai | Cina Peng Weinan Xiong Guiyan                   | Polonia Karolina Pęk Piotr Grudzień Ucraina Viktor Didukh Iryna Shynkarova |